# Tatiana Dyková
Tatiana Dyková, de soltera Vilhelmová (nacida el 13 de julio de 1978) es una actriz de cine y teatro checa. Hizo su debut profesional en Indian Summer (1995), dirigida por Saša Gedeon, por la que recibió su primera nominación al León Checo. Ha sido nominada siete veces al premio, ganando una vez por su actuación en Algo parecido a la felicidad (2005) de Bohdan Sláma. Ha recibido otros premios internacionales, incluido el Premio del Festival de Cine de Cottbus, el Premio del Buenos Aires Festival Internacional de Cine Independiente, el Premio Golden Nymph, el Premio del Festival Internacional de Cine de Sochi y el Premio Shooting Stars.

## Biografía
Ella 1.6 m de altura. Durante su infancia tomó lecciones de ballet durante 9 años, y fue miembro del Coro de Niños de Kühn. Dejó el Conservatorio de Praga a los 16 años antes de terminar sus estudios para comenzar su carrera como actriz. Es miembro habitual del Teatro Dejvice, dirigido por la ciudad de Praga.
Tiene dos hijos, František y Cyril, con su ex marido Petr Čechák, y otro hijo, Alois, con su segundo marido, Vojtěch Dyk.
Ganó la tercera temporada del concurso de telerrealidad checo Tvoje tvář má známý hlas. Prestó su voz a Elastigirl en el doblaje en checo de la franquicia Los Increíbles y a Collette en el doblaje en checo de Ratatouille.